# Кокама (мова)
Кокама (Cocama, Cocama-Cocamilla, Huallaga, Kokama, Kokama, Pampadeque, Pandequebo, Ucayali, Xibitaoan) — майже зникла індіанська мова, поширена на територіях річок Мараньйон, Уаяга і Укаялі на північному заході Перу, в общинах Терра-Іджіжена-Акапурі-де-Сіма, Терра-Іджіжена-Кокама, Терра-Інджіжена-Еваре I, Терра-Інджіжена-Еспіріту-Санту регіону Солімоес штату Амазонас у Бразилії, на острові Ронда на річці Амазонка навпроти міста Летісія, в місті Летісія і в селах муніципалітетів Наранхалес, Пальмерас і Сан-Хосе в Колумбії.

## Діалекти
У кокама виділяють три діалекти: кокама, кокамілья і шибітаона. 1999 року діалект кокамілья вважали вмираючим, на ньому говорили люди старші від 40 років. Етнічне населення складає 15 000 осіб, з яких більшість кокаму — 2000 осіб — проживають у Перу. Інші носії живуть у штаті Амазонас, де 50 із 411 етнічних чаяуїта говорять на ньому і називкають його кокама чи кокамілья. Більшість носіїв кокама тримовні і можуть також говорити іспанською та португальською мовами. Небагато з них одномовні (монолінгви). Це 20 груп в ареалі річки Нижня Путумайо в Колумбії з невідомою кількістю носіїв кокама-кокамілья. Більшість очікуваних носіїв тримовні, але в цьому регіоні їхня мова може зникнути.
Рівень грамотності носіїв кокама становить 3 %, а з іспанської — 50 %. Розроблено граматичні правила, використовується латинська абетка. Мовою кокама перекладено частину Біблії.
Кокама тісно пов'язана з омагуа, майже вимерлою мовою, якою розмовляють у Перу та Бразилії.